# Gerontologia
La gerontologia (del grec γέρων, geron, "persona gran" i -λογία, -logia, "estudi de ";), terme encunyat per primer cop el 1903 per Ilià Métxnikov, és la ciència que es dedica a estudiar els diversos aspectes de la vellesa i l'envelliment d'una població, com ara el psicològic, social, econòmic i fins i tot el cultural. D'altra banda, comprèn les seves necessitats físiques, mentals i socials, com són abordades per les institucions governamentals i no governamentals que els atenen i l'envelliment d'una població.
La gerontologia aborda totes les dimensions de la vellesa, incloent-hi els aspectes biològics (biogerontologia), psicològics (psicogerontologia), socials i culturals, mentre que la geriatria, també coneguda com a gerontologia clínica, és la branca de medicina que s'especialitza en l'atenció de les malalties pròpies de la vellesa.
Diversos factors expliquen el recent desenvolupament d'aquest tipus de preocupacions. En primer lloc, la incrementada importància que ha pres l'envelliment de la població. A això se sumen les condicions de vida actuals de les persones grans que, a diferència del que passava anteriorment, el més corrent és que ja no conservin uns vincles familiars tan estrets amb la seva família; d'aquest aïllament resulta la necessitat de preocupar per la seva autonomia econòmica i pels diferents problemes vinculats a l'estat de creixent solitud a l'edat en què es troben.

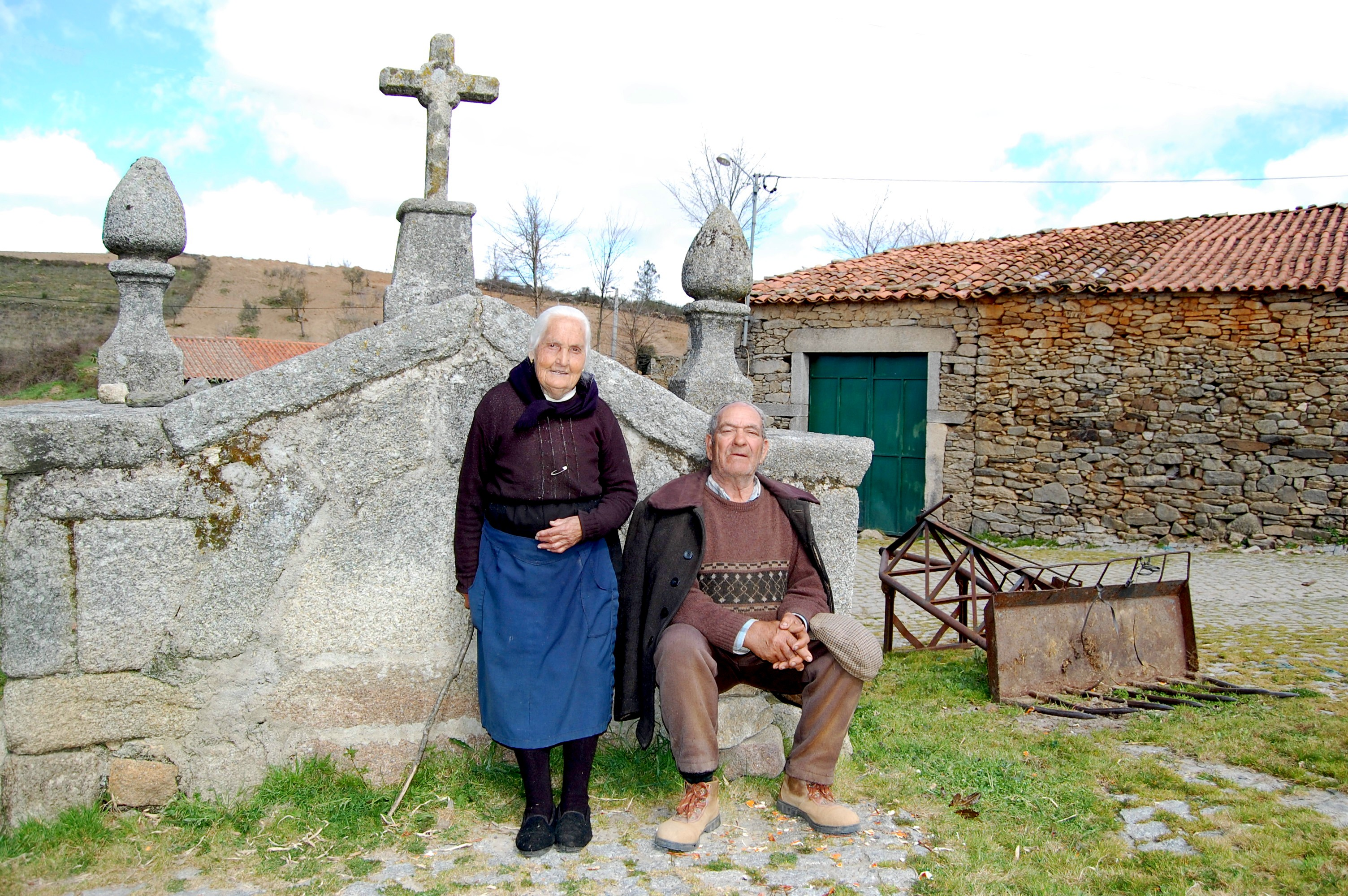
Parella d'avis del llogaret de Caçarelhos, nord-est de Portugal.

## Història de la gerontologia
En el món islàmic medieval, diversos metges van escriure sobre temes relacionats amb la gerontologia. El Cànon de la Medicina d'Avicenna (1025) ofereix instruccions per a la cura dels ancians, incloent-hi dietes i remeis per als problemes que poden patir, com ara el restrenyiment. El metge àrab Ibn al-Jazzar Al-Qairawani (Algizar, c. 898-980) va escriure sobre els dolors i les condicions de la gent gran (Ammar 1998, pàg. 4). Els seus treballs acadèmics s'ocupen dels trastorns del son, l'oblit, i la manera d'enfortir la memòria i les causes de la mortalitat Ishaq ibn Hunayn (mort en 910), també va escriure obres sobre els tractaments per a l'oblit (Biblioteca Nacional de Medicina dels EUA, 1994).
Mentre que el nombre d'éssers humans d'edat avançada, i la vida màxima, van tendir a augmentar, segle rere segle, des del segle xiv, la societat va tendir a considerar la cura d'un familiar ancià com un assumpte familiar. No va ser fins a l'arribada de la Revolució Industrial que les idees van canviar a favor d'un sistema d'atenció social. Al segle xix van sorgir llars de cura per a la gent gran.
Alguns pioners, com Michel Eugène Chevreul, que va viure fins als 102 anys, creien que l'envelliment en si mateix havia de ser una ciència a estudiar. Ilià Métxnikov va encunyar el terme "gerontologia" pels volts del 1903
No va ser sinó fins a la dècada de 1940, però, que pioners com James Birren van començar a organitzar la gerontologia en el seu propi camp. Reconeixent que hi ha experts en molts camps que s'ocupen tots de la població de més edat, es va fer evident que calia un grup com la Societat Gerontològica dels Estats Units (fundada el 1945). Dues dècades més tard, James Birren va ser designat com a director fundador del primer centre d'investigació acadèmica dedicada exclusivament a l'estudi de l'envelliment, el Centre Gerontològic Ethel Percy Andrus a la Universitat del Sud de Califòrnia. Els Estudis Longitudinals d'Envelliment de Baltimore va començar el 1958 amb la finalitat d'estudiar els canvis fisiològics en els homes de mitjana edat i majors sans que viuen a la comunitat, sotmetent-los a proves cada dos anys sobre nombrosos paràmetres fisiològics. El 1967, la Universitat de Florida del Sud i la Universitat del Nord de Texas (anteriorment Universitat Estatal del Nord de Texas) van rebre beques de formació de la Llei sobre a la gent gran estatunidenca per part de l'Administració dels EUA sobre l'Envelliment per posar en marxa programes de primer grau de la nació en gerontologia, a nivell de mestratge. El 1975, l'Escola de Gerontologia Leonard Davis de la Universitat del Sud de Califòrnia, amb Birren com el seu degà fundador, va esdevenir la primera escola de gerontologia dels Estats Units dins d'una universitat i, més tard, es va oferir el primer grau de Doctorat en Gerontologia. Des de llavors, una sèrie d'altres universitats han format departaments o escoles de gerontologia o estudis sobre l'envelliment.
Més en general, l'educació gerontològica ha florit als Estats Units des de 1967 i diverses universitats ofereixen graus de tots els nivells acadèmics. Un dels pioners gerontòlegs, Robert Neil Butler, ha pressionat a favor de la cura i el respecte envers la gent gran. Butler va guanyar un Premi Pulitzer pel seu llibre titulat, Per què sobreviure? Ser vell als Estats Units, on s'explica com es passen per alt els ancians, maltractats, i fins i tot de vegades s'abusa d'ells. El seu llibre sosté que, com a societat, hem de modificar el nostre comportament envers les persones grans. S'han fundat diversos centres universitaris per a adults grans, com ara el Centre d'Envelliment de la Universitat de Duke, l'Institut de Gerontologia de la Universitat de Geòrgia, el Centre d'Envelliment a la Universitat de Chicago, and the Stanford Center on Longevity.Relativament poques universitats oferixen una PhD en gerontologia. Actualment, els programes de doctorat en gerontologia estan disponibles a la Universitat de Miami, la Universitat de Kansas, la Universitat de Kentucky, la Universitat de Maryland Baltimore, Universitat de Massachusetts Boston, i la Universitat del Sud de Califòrnia. L'augment substancial de la població d'edat avançada a les societats postindustrials occidentals ha donat lloc al fet que aquest es converteixi en un dels camps de més ràpid creixement.
A partir dels anys 1950 i 1970, el camp d'actuació va ser principalment social i relacionats amb qüestions com ara llars d'avis i cura de la salut. No obstant això, la investigació de Leonard Hayflick als anys 60 (que demostra que un cultiu de línia cel·lular només es dividirà al voltant de 50 vegades) va ajudar a endegar una branca separada, la biogerontologia. Es va fer evident que el simple tractament de l'envelliment no era suficient. El desenvolupament d'una comprensió del procés d'envelliment, i el que podria fer-se al respecte, es va convertir en un problema.
La biogerontologia també es va veure reforçada quan la investigació de Cynthia Kenyon i altres van demostrar que l'extensió de vida era possible en les formes de vida inferiors, com ara les mosques del vinagre, els cucs, i el llevat. Fins ara, però, només s'han vist augments incrementals (marginals) de durada de la vida en altres espècies de mamífers.

## Estudis de gerontologia als Països Catalans
Diversos centres d'ensenyament superior dels Països Catalans ofereixen graus d'especialització en gerontologia i aspectes relacionats amb aquest àmbit de coneixement. Per exemple, la Universitat de Barcelona, la Universitat Autònoma de Barcelona, i la Universitat de les Illes Balears.

## Objectius
La gerontologia té un doble objectiu:
- Des d'un punt de vista quantitatiu, la prolongació de la vida (donar més anys a la vida, retardar la mort), i
- Des d'un punt de vista qualitatiu, la millora de la qualitat de vida de la gent gran (donar més vida als anys).

La gerontologia és un estudi multidisciplinari perquè, com tota nova àrea de coneixement, s'ha nodrit i nodreix del coneixement aportat per altres. Així, la biologia, la sociologia, la psicologia, l'antropologia, la demografia, l'educació i altres camps del saber aboquen la seva quota de participació per fer de la gerontologia una realitat com a camp de coneixement independent:
La gerontologia incideix en la qualitat i condicions de vida de la persona gran, mitjançant el disseny, execució i seguiment a polítiques i programes destinats al benefici de la població anciana. D'aquesta manera suma vida als anys més que anys a la vida; aquest últim seria un objectiu de la geriatria.

## Àmbit d'actuació
La gerontologia intervé i estudia en diversos camps:

### Biologia de l'envelliment
És l'àrea de la gerontologia que abasta la comprensió dels processos biològics relacionats amb l'envelliment. Els temes inclosos en aquesta àrea comprenen la hormesis, els antioxidants, les cèl·lules de plançó, els radicals lliures, dieta, immunologia i telòmers. El tractament i estudi d'aquests aspectes queda a càrrec generalment de metges geriatres, però, no han de ser descuidats pels gerontòlegs en les seves tasques d'avaluació i presa de decisions.

### Clínica
Correspon a l'àrea de la gerontologia que estudia els aspectes mèdics de l'envelliment i la vellesa, així com els problemes psicològics, funcionals i socials associats a aquestes etapes del cicle vital.

### Educativa
Des que Otto Friedrich Bollnow el 1962 va idear el terme "gerontologia educativa", com la teoria de l'educació de la gent gran, aquesta àrea ha experimentat un gran auge, de tal manera que avui, se'ns presenta, com un camp d'intervenció social molt prometedor. Només de la necessitat d'una Gerontologia Educativa sorgeix la possibilitat d'una educació gerontològica. Ara bé, la simple adjetivació de l'educatiu no condueix a res, sobretot quan l'educació té al mateix temps no només un objectiu social sinó uns condicionants socials. Per tant:
- L'acció educativa en persones grans s'ha de centrar en processos d'ensenyament-aprenentatge.
- S'ha de fer en un mitjà social no només per a la consecució del seu propi objectiu sinó per la seva pròpia posada en acció.

La praxi educativa en aquest col·lectiu és de caràcter principalment educatiu i s'han de centrar en un aprenentatge significatiu on la persona gran posi en joc les seves habilitats, les seves capacitats i la seva història de vida.

### Social
Estudia el lloc i la participació dels avis en societat i com aquesta afecta el procés d'envelliment. Sobre això, el professional de la gerontologia social ha de tenir en el seu haver acadèmic matèries com sociologia de l'envelliment, treball social, estadística, musicoteràpia, psicogerontologia, teràpia ocupacional. Aquest professional emfatitza en la seva pràctica en aspectes de recreació, avaluació de les activitats diàries de l'ancià, polítiques d'inserció en els diversos estrats socials. Tenint com a principal propòsit el manteniment de la persona gran dins del si familiar. Aquest últim és el veritable receptacle de cures preventives i suport per a la millor qualitat de vida a edats tardanes. No obstant això, no sempre els familiars estan en condicions de proveir la persona gran d'aquestes cures. Per això es produeix el procés d'institucionalització, és a dir, l'ingrés als llocs coneguts com a asils, unitats geriàtriques o gerontogeriàtriques, unitats de llarga estada, entre d'altre, es presenta com una alternativa. Aquesta situació juntament amb l'envelliment de la població a escala mundial, fan del professional de la gerontologia social un veritable baluard en la lluita per les millors condicions de vida per als ancians.
La gerontologia social és la branca de la gerontologia que s'encarrega del desenvolupament de la investigació sobre les diverses problemàtiques socials relacionades amb la vellesa, així com del disseny i aplicació d'accions tendents a aconseguir el benestar de la persona gran en el context social incidint sobre aspectes econòmics, protecció social, habitatge, educació per a la vellesa, interacció ancià familiar -comunitat i institucionalització, entre d'altres. Té dos components essencials: investigació i treball comunitari, amb accentuat èmfasi en l'àrea preventiva. La investigació és teòrica i diagnòstica, aporta elements a la pràctica gerontològica social, que es canalitza a través del disseny i l'aplicació de polítiques i programes. Els resultats obtinguts en l'avaluació i seguiment a la pràctica tornen a nodrir al cos d'investigació, que obté així nous elements d'estudi. Es forma així un circuit de coneixement que enllaça en forma permanent la teoria i la pràctica gerontològica.

### Ambiental
La gerontologia ambiental és una àrea de coneixement de la gerontologia que té per objectiu conèixer, analitzar, modificar i optimitzar la relació entre la persona que envelleix i el seu entorn físic i social, des de perspectives i enfocaments interdisciplinaris, que abasten diferents disciplines com la psicogerontologia, geografia de l'envelliment, urbanisme, arquitectura i disseny accessible, política social, treball social, sociologia, teràpia ocupacional i altres ciències afins.

## Substàncies i hàbits gerontogènics
Determinades substàncies i costums provoquen envelliment cel·lular. Entre les primeres, el tabac, la quimioteràpia contra el càncer, l'arsènic i el benzè; entre les segones, l'estrès, la radiació solar ultraviolada i infraroja i l'obesitat.
Els cigarrets estan vinculats amb els càncers, però també amb l'arterioesclerosi, la fibrosi pulmonar i altres malalties associades amb l'edat. El fum conté unes 4.000 substàncies potencialment tòxiques i els fumadors habituals en redueixen la vida a uns set anys. Els mutàgens que conté el fum, com el formaldehid, el monòxid de carboni i la nicotina produeixen danys directes a l'ADN. L'arsènic és present a les aigües subterrànies, s'associa també a l'envelliment, a la diabetis mellitus tipus 2, malalties neurodegeneratives, arterioesclerosi i alguns càncers. Aquesta substància disminueix la capacitat d'ADN d'autoreparar-se. El benzè és un altre gerontogen. Es troba en el fum del tabac i les emissions dels cotxes i de la indústria. Escurça els telòmers de les cèl·lules hematopoètiques, encarregades de formar dels components de la sang, de manera que limita la seva producció.